# اقتصاد چوب

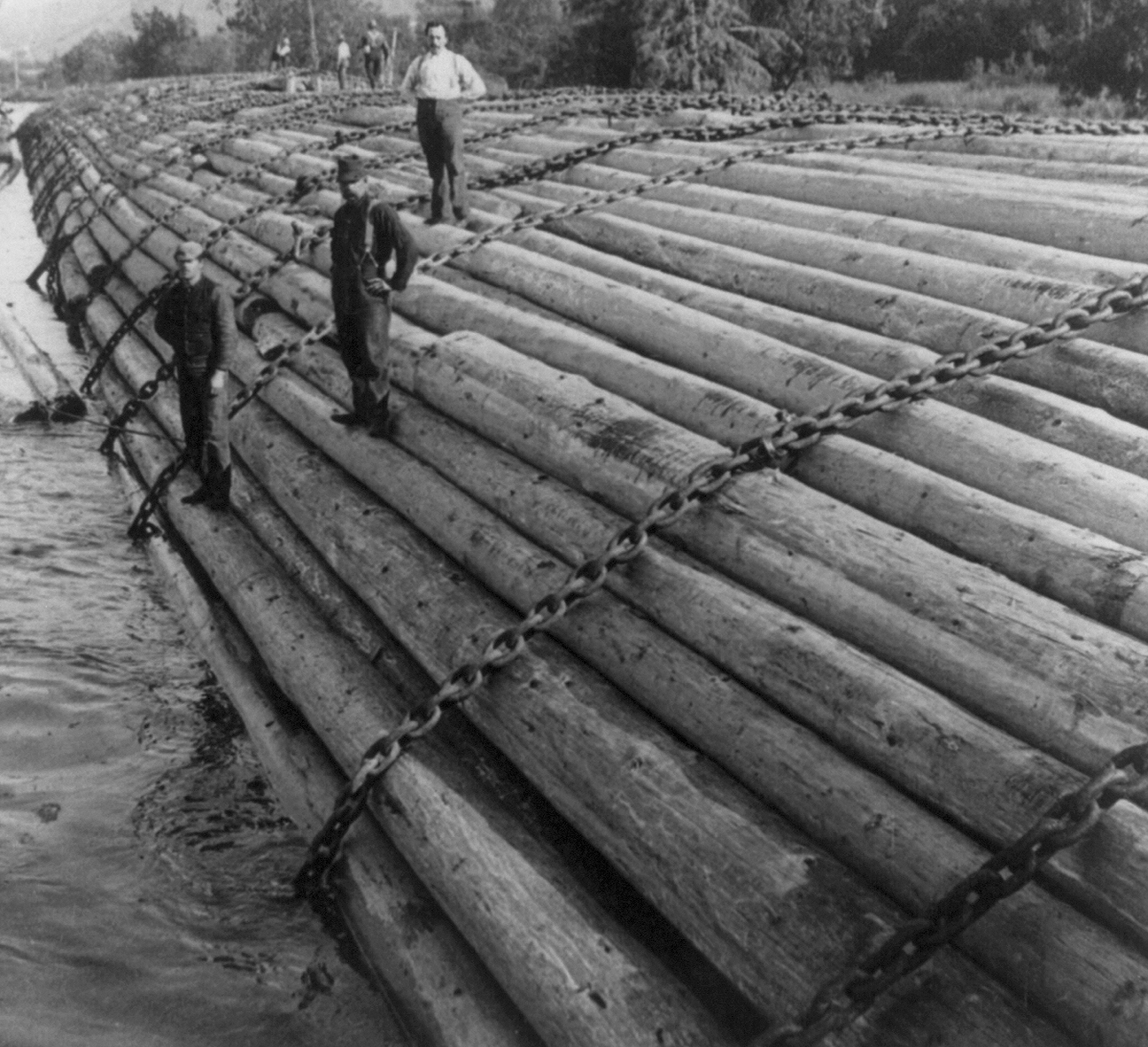
یک قایق چوب بزرگ در رودخانه کلمبیا (سال ۱۹۰۲) که حاوی درختانی به ارزش یک سال کاری می باشد.

اقتصاد چوب، یا به صورت وسیع تر، اقتصاد جنگل (چرا که در بسیاری از کشورها، اقتصاد غالب گیاه بامبو می باشد) یک مسئله برجسته در بسیاری از کشورهای در حال توسعه و همچنین در بسیاری از کشورهای دیگر با آب و هوای معتدل یا درجه حرارت پایین محسوب می شود. این مناطق به‌طور کلی  کشورهایی با جنگل‌های بیشتر هستند. استفاده از چوب در مبلمان، ساختمان ها، پل ها و به عنوان یک منبع انرژی به خوبی شناخته شده است.